# Череватий Сергій Володимирович
Сергі́й Володи́мирович Черева́тий (нар. 7 квітня 1974, с. Стрілків, Стрийський район Львівська область) — український військовик, журналіст, полковник, кандидат політичних наук, заступник Командувача ОСУВ «Хортиця» зі стратегічних комунікацій, речник Східного угруповання ЗСУ. Генеральний директор національного інформаційного агентства «Укрінформ» (з 24.05.2024).

## Життєпис
У 1995 закінчив Відділення військової підготовки Державного університету «Львівська політехніка» (1995) за фахом «Військова журналістика».
У 1995—1998 працював офіцером–вихователем у військах ППО.
У 2000 закінчив Гуманітарний інститут Національної академії оборони України, здобувши ступінь офіцера військового управління оперативно-тактичного рівня.
У 2000—2002 працював кореспондентом, начальником відділу газети військ ППО «Вартові неба». У 2002—2007 — заступник відповідального редактора, головний редактор Центральної телерадіостудії Міністерства оборони України.
З 2007 по 2019 в Державній прикордонній службі України: 2007—2018 — начальник Інформаційного агентства, у 2018—2019 — начальник Головного аналітичного центру ДПС України. З квітня по грудень 2019 — викладач кафедри військової журналістики Військового інституту Київського національного університету імені Тараса Шевченка.
У 2015 році навчався за програмою Британської ради (закінчив курс у 2016, ступінь В2.1).
У 2018—2019 — начальник Головного аналітичного центру ДПС України.
З грудня 2019 по травень 2021 — доцент Академії СБУ, викладач курсу «Стратегічні комунікації».
З 2019 по 2020 — викладав на кафедрі військової журналістики Військового інституту Київського національного університету імені Тараса Шевченка.
З травня 2021 — начальник Центру моніторингу інформаційного простору та протидії штабу Командування Сухопутних військ Збройних Сил України, З липня 2023 — заступник Командувача ОСУВ «Хортиця» зі стратегічних комунікацій.
У січні 2024 року увійшов до складу секретаріату Національної спілки журналістів України. З квітня 2024 року — начальник кафедри військової журналістики Військового інституту КНУ імені Тараса Шевченка.
24 травня 2024 року призначений генеральним директором націцонального інформаційного агентства «Укрінформ».
4 жовтня 2024 очолив комітет з протидії дезінформації Європейського альянсу інформагентств (European Alliance of News Agencies).

## Реалізовані проєкти
- Телепрограма, створена за сприяння Центру інформації та документації НАТО в Україні «ФАКТОР БЕЗПЕКИ»[6] («5», «24» канали) — автор ідеї, ведучий;
  - Інтерв'ю з генералом Фредеріком Бен Ходжесом командувачем сухопутними військами США в Європі.[7]
  - Інтерв'ю з начальником Генерального штабу ЗСУ Віктором Муженком.[8]
  - Інтерв'ю з віце-прем'єр-міністром з питань європейської та євроатлантичної інтеграції Іванною Климпуш-Цинцадзе, Народним депутатом України, головою Постійної делегації у Парламентській асамблеї НАТО Іриною Фріз та Главою Представництва НАТО в Україні Александером Вінніковим.[9]
- Телепрограма «ТЕРИТОРІЯ БЕЗПЕКИ» (Перший національний) — автор ідеї, ведучий, редактор, сценарист;
- Інформаційне агентство Державної прикордонної служби України:
  - Газета «Прикордонник України»[10]
  - Журнал «Кордон»[10]
  - Сайт ДПСУ[11]
- Автор (співавтор) документальних телевізійних фільмів:
  - «Шлях до мрії. Літопис європейської єдності»[12] (за підтримки Представництва Фонду Конрада Аденауера в Україні);
  -  «Конрад Аденауер. Архітектор нової Німеччини»[13](за підтримки Представництва Фонду Конрада Аденауера в Україні);
  -  «Крик Чорнозему»[14] (за підтримки Представництва Фонду Конрада Аденауера в Україні);
  - «Лагідна сила» (за підтримки Представництвом НАТО в Україні);
  - «Прощання із загрозою»[15] (за підтримки Представництвом НАТО в Україні);
  - «Співпраця заради майбутнього» (за підтримки Посольства США в Україні);
  - «Війна на нульовому кілометрі»[16] (за підтримки Державного агентства України з питань кіно);
- Після повномасштабного вторгнення включився в активну інформаційну протидію ворогу:
  - «Битва за Київ»[17] (за підтримки Сухопутних військ України);
  - «Крути: Гостомельський рубіж»[18](за підтримки Сухопутних військ України).
  - під керівництвом Сергія Череватого та на базі очолюваного ним Центру моніторингу інформаційного простору та протидії штабу Командування Сухопутних військ ЗСУ в рамках інформаційної протидії також були реалізовані відомі творчі мотиваційні проєкти:
  - «Байрактар»[19] Відома пісня Тараса Боровка в перші дні війни теж була презентована на Facebook-сторінці Сухопутних військ. Зараз вона об'єднує і мотивує людей не тільки в Україні, а й далеко за її межами  
  - «Валькірії Києва».[20] Акція була розроблена та реалізована спільно з жінками-військовослужбовцями Сил територіальної оборони.
  - участь в розробці та реалізації кампанії «Фортеця Бахмут»[21], яка була ініційована Президентом України Володимиром Зеленським.

## Наукова діяльність
У 2011 захистив в Інституті держави і права імені В. М. Корецького кандидатську дисертацію з політичних наук на тему «Політичні інститути та процеси».
Автор та співавтор наукових статей, посібника:
1. Череватий С. В. Розвиток ідеї європейської інтеграції та її значення для України / С. В. Череватий // Сучасна українська політика. Політики і політологи про неї. — К., 2010. — Вип. 19. — С. 359.
2. Череватий С. В. Європейські цінності для України: лінія горизонту чи спринтерська стрічка? / С. В. Череватий // Науковий часопис НПУ імені М. П. Драгоманова. Серія 22 : Політичні науки та методика викладання соціально-політичних дисциплін. — 2010. — Вип. 3. — С. 84—87.[23]
3. Гридчина В., Череватий С. Наукова співпраця як компонент стратегічних комунікацій у системі євроатлантичної інтеграції України. Стратегічні комунікації в умовах гібридної війни: погляд від волонтера до науковця: монографія /  [В. Азарова та ін.. ; за заг. ред. Л. Компанцевої]. Київ: НА СБУ, 2021. 433—453 с.
4. Стратегічні комунікації для безпекових і державних інституцій: практичний посібник / [Л. Компанцева, О. Заруба, С. Череватий, О. Акульшин; за заг. ред. О. Давліканової, Л. Компанцевої]. Авторський внесок: Розділ 2, у співавторстві; Розділ 4, у співавторстві.  – Київ: ТОВ «ВІСТКА», 2022. — 278 с.

## Публікації в ЗМІ
Сергій Череватий: Хороше озброєння — більший козир у цій боротьбі, ніж маса росіян; РБК-Україна.
Сергій Череватий: Пригожин хоче піти з Бахмута, бо розуміє, що на «Вагнер» чекає розгром; РБК-Україна.
У ЗСУ розповіли про долю росіян після звільнення Лиману; BBC.
«План-максимум Росії — вийти на позиції, які ми вже відбили під час харківської операції» — Сергій Череватий; Gazeta.ua.
«У нас завжди є варіанти А, В, С». Череватий — про оптимістичний і песимістичний сценарії для Бахмута і ганьбу Путіна; NV.UA.
«Журналістика для мене – це вже "група крові"» — Сергій Череватий про призначення до державного інформагентства Укрінформ; "Цензор.НЕТ"
«Адже ми, як ніхто інший в Європі, знаємо ціну російської дезінформації, фейків, злочинної пропаганди» — Сергій Череватий про важливість протидії російській дезинформації; Детектор медіа

## Громадська діяльність
З травня 2016 року — член правління Київської обласної організації Національної спілки журналістів України.
Від 25 січня 2024 року — секретар Національної спілки журналістів України.

## Відзнаки
Нагороджений орденом Данила Галицького (2023, за особисту мужність, виявлену у захисті державного суверенітету та територіальної цілісності України, самовіддане виконання військового обов'язку).

## Галерея

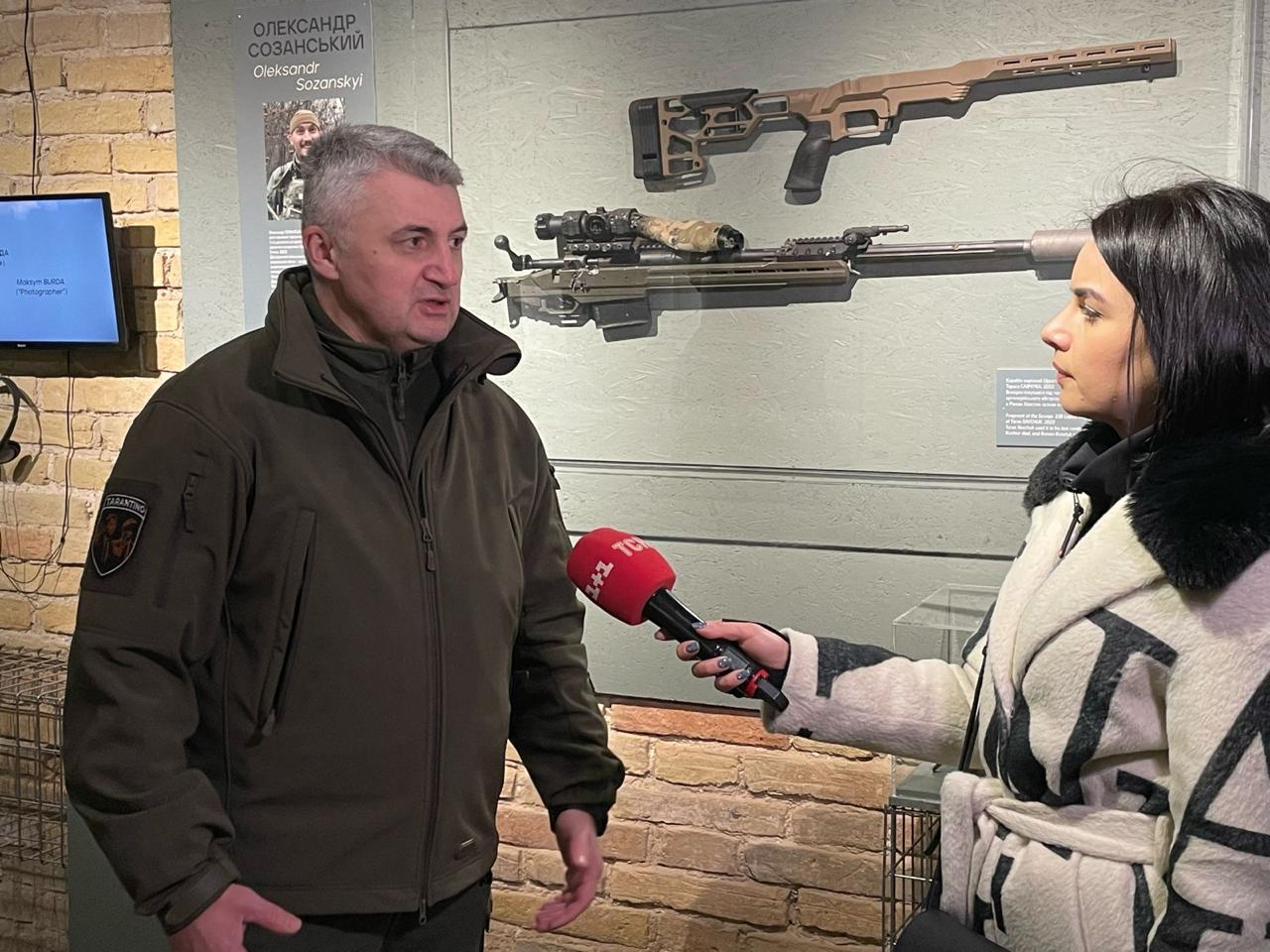
Інтерв'ю каналу 1+1 з нагоди презентації фото-книги про Бахмутську операцію
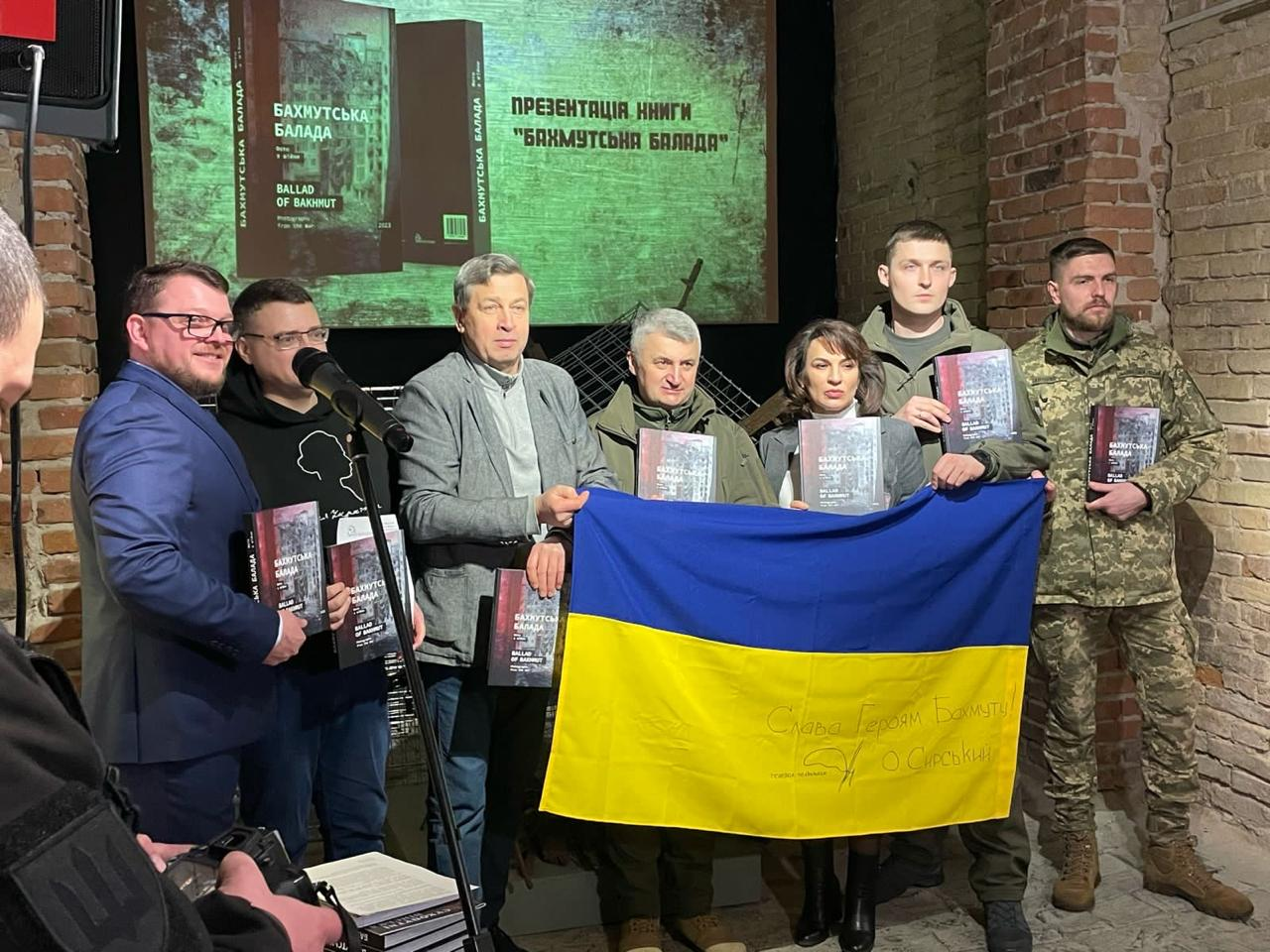
Презентація фото-книги "Бахмутські балади"
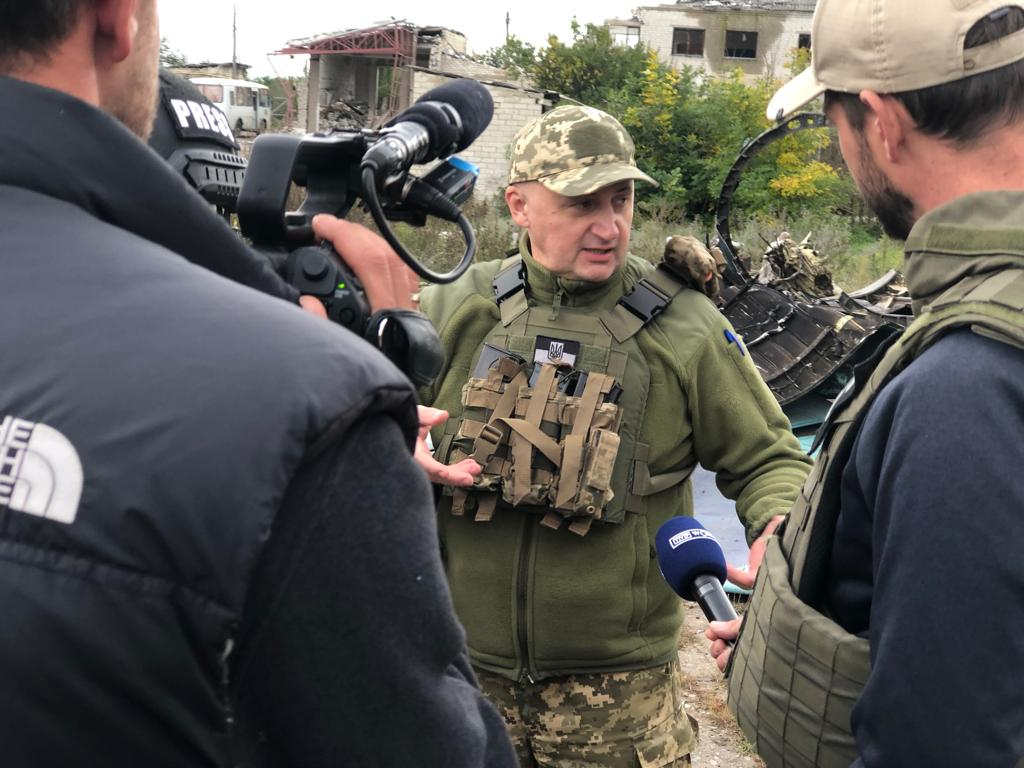
Брифінг із представниками ЗМІ перед організацією роботи на фронті
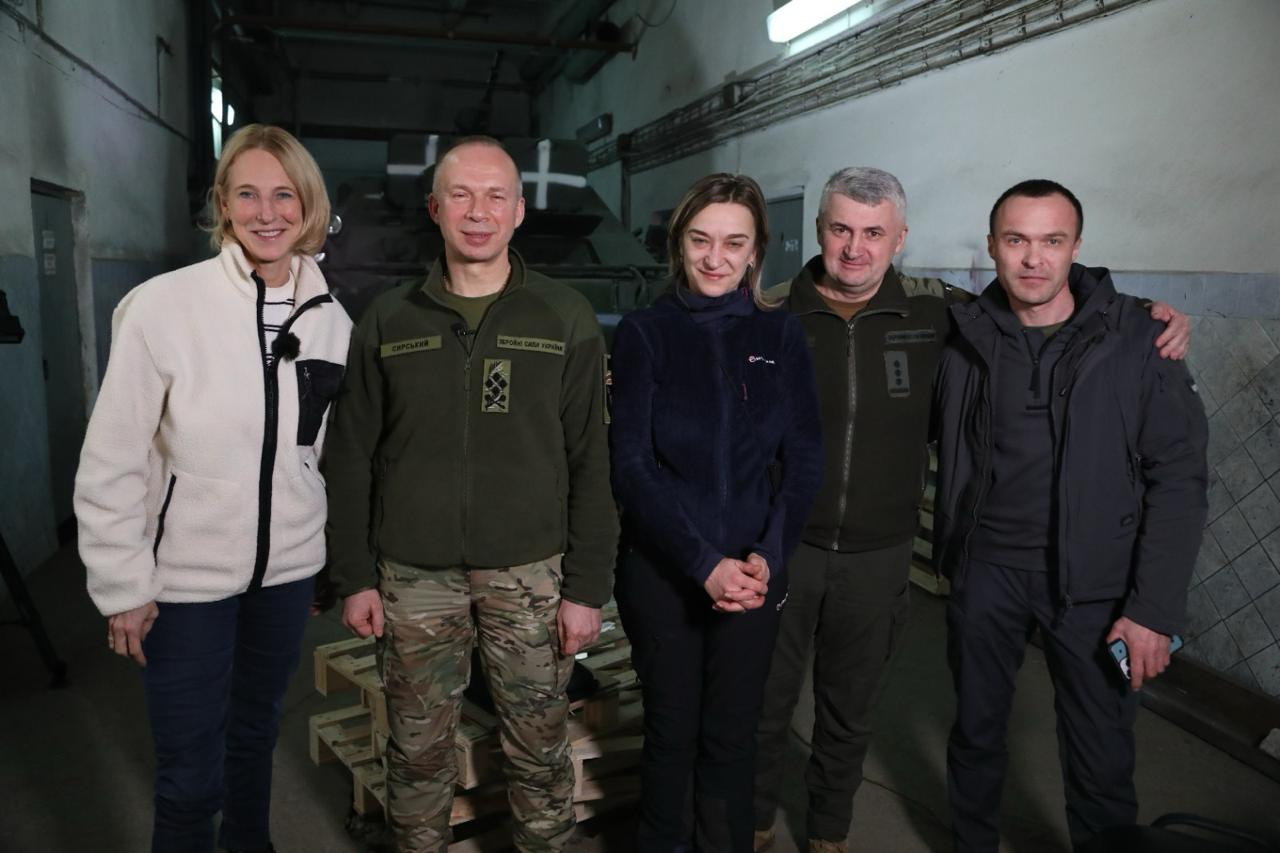
Інтерв'ю командувача ОСУВ "Хортиця" із німецьким телеканалом ZDF
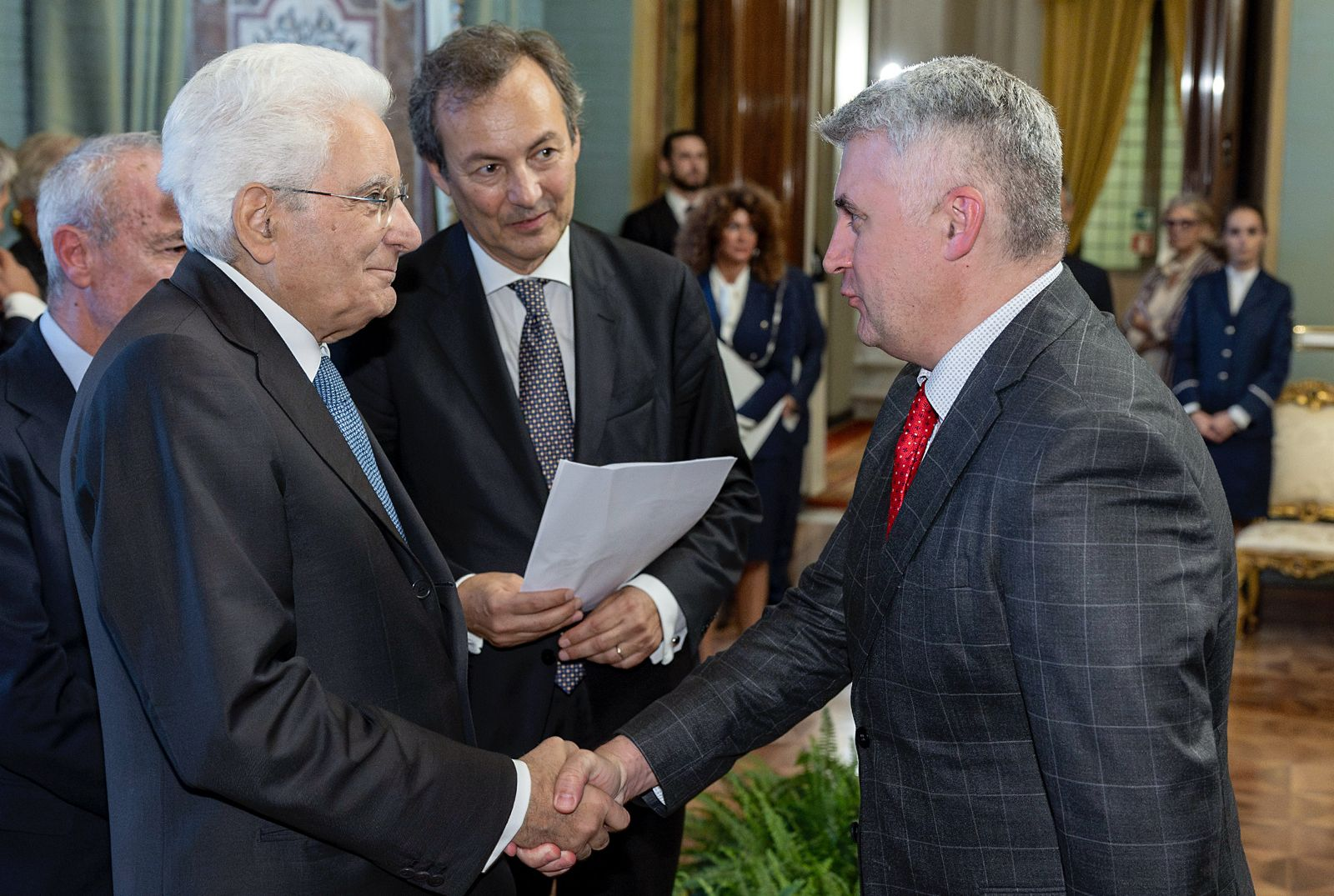
Серджо Маттарелла вітає із очоленням комітету з протидії дезінформації Європейського альянсу інформагентств